# 恆春丸
恆春丸是大阪商船的客貨船。

## 概要
大阪商船內台航路的客貨船，高雄丸型的二號船。1927年（昭和2年）由橫濱船渠建造完成。服務於高雄─橫濱間，與同型的「高雄丸」相同，以運送台灣香蕉為主。1937年（昭和12年）6月6日在鹿兒島縣臥蛇島南端觸礁沉沒。